# Daniel Bovet
Daniel Bovet (Fleurier, 1907. március 23. – Róma, 1992. április 8.) svájci-olasz farmakológus. 1957-ben orvostudományi Nobel-díjjal tüntették ki a hisztamin, adrenalin és acetilkolin hatását blokkoló gyógyszerek kifejlesztéséért. 

## Tanulmányai
Daniel Bovet 1907. március 23-án született a Neuchâtel kantonbeli Fleurier községben. Apja a Genfi Egyetem pedagógiaprofesszora, Pierre Bovet, anyja pedig Amy Bovet (leánykori nevén Babut) volt. Iskoláit Neuchâtelben és Genfben végezte, majd a Genfi Egyetemen tanult élettant és zoológiát. Diplomáját 1927-ben kapta meg, 1929-re pedig összehasonlító zoológiából doktori címet szerzett. 

## A Pasteur Intézetben
Ugyanebben az évben elfogadta a párizsi Pasteur Intézet orvosi kémiai laboratóriumának meghívását. Ottani kollégái között volt a bakteriológus Federico Nitti, Olaszország egykori miniszterelnökének fia, aki a Mussolini-rezsim elől költözött Párizsba. Bovet 1938-ban feleségül vette Federico nővérét, Filomena Nittit.
A Pasteur Intézetben munkája a fertőző betegségek elleni gyógyszereket érintette. Miután 1935-ben Gerhard Domagk bejelentette az első antibiotikum, a prontozil felfedezését, Bovet és munkatársai hasonló szerkezetű anyagok mikroorganizmusellenes hatását vizsgálták. Megfigyelték, hogy fizikailag és kémiailag nagyon különböző vegyületek hasonló gátló hatással vannak a Streptococcus-fertőzésre. Figyelembe véve a szervezeten belüli metabolisztikus változásokat, arra a következtetésre jutottak, hogy a prontozil és hasonló anyagok hatásáért a szulfanil-amid részük felelős. A felfedezés lehetővé tette újfajta antibiotikumok kifejlesztését.
Bovet kifejlesztett egy, a kinint felváltó új maláriaellenes szert is, a Rhodoquine-t. Ennek a munkájának a mellékterméke egy olyan anyag, a Prosympal felfedezése volt, amelyik gátolta az adrenalin hatását. Ezután a hisztamin hatását blokkoló anyagot keresett (a hisztamin a gyulladásos folyamatokban, allergiás reakciókban, anafilaxiás sokkban játszik fontos szerepet) és 1937-ben talált is ilyet, thymoxietildietilamint, ami azonban túl toxikusnak bizonyult ahhoz, hogy gyógyszerként alkalmazni lehessen.
Egy másik munkájában az idegingerületet közvetítő neurotranszmittert, az acetilkolint blokkoló vegyületeket kutatta. Bovet és munkatársai kidolgozták a kuráré szintetikus formáját, melyet a sebészetben izomlazító céllal használhattak. 

## Olaszországi munkássága
1947-ben a római Istituto Superiore di Sanità igazgatója meghívta, hogy legyen az újonnan létrehozott farmakológiai laboratórium vezetője. Itteni csapata folytatta a kuráréval és egyéb, idegrendszerre ható anyagokkal való munkát. Eredményeik alapján fejlesztette ki Paul Charpentier fedezte fel az első antipszichotikumot, a klórpromazint.
1964-ben otthagyta Rómát és a szardíniai Sassari egyetemének lett professzora. 1969-ben visszatért a fővárosba, hogy a Nemzeti Kutatási Tanács pszichofarmakológiai laboratóriumát vezesse. Ezzel párhuzamosan a római La Sapienza Egyetemen is tanított. 1982-ben vonult vissza.

## Elismerései

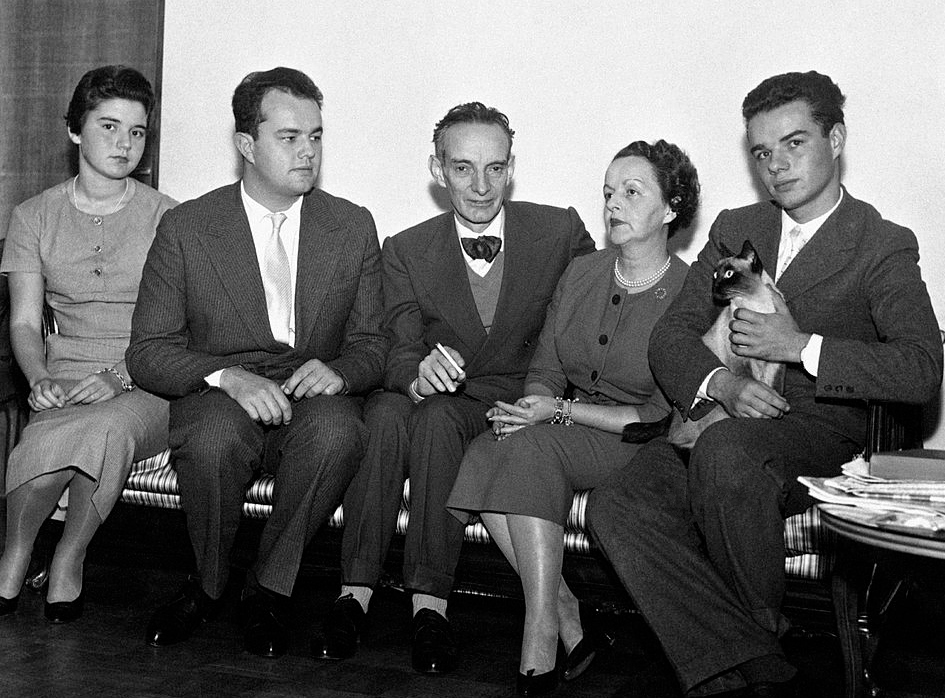
Daniel Bovet (középen) és családja 1957-ben

1957-ben addigi farmakológiai munkásságáért Daniel Bovet elnyerte az orvostudományi Nobel-díjat. 1946-ban Francia Becsületrenddel, 1959-ben pedig Olasz Köztársasági Érdemrenddel tüntették ki. 

## Családja
Daniel Bovet 1938-ban vette feleségül Filomena Nittit, aki egész életében segítette tudományos munkájában is. Egy fiuk született, Daniel. Bovet támogatta az eszperantista mozgalmat, maga is jól beszélte a nyelvet.
Daniel Bovet 1992. április 8-án halt meg Rómában, 85 éves korában.